# Trigueros
Trigueros es un municipio español de la provincia de Huelva, Andalucía. Se encuentra situada a una altitud media de 76 metros y cercana a la capital provincial, en un terreno llano que dibuja pequeñas colinas entre los ríos Tinto y Odiel (Huelva).
Limita al noroeste con Alosno, al norte con Calañas y Beas, al sur con Moguer y Niebla, y al oeste con los municipios de San Juan del Puerto y Gibraleón.
El municipio cuenta con una población de 8110 habitantes (INE 2024). La superficie del municipio es de 118,3 km² por lo que arroja una densidad de 65,33 hab/km².

## Geografía
Integrado en la comarca de El Condado, se sitúa a 20 kilómetros de Huelva. El término municipal está atravesado por la autovía del V Centenario (A-49), por la carretera nacional N-435 (Badajoz-Huelva), por la carretera autonómica A-472 (Sanlúcar la Mayor-San Juan del Puerto) y por una carretera local que se dirige a Gibraleón. 
El relieve del municipio es predominantemente llano, en pendiente descendente, situándose entre el río Tinto (sur) y el río Odiel (noroeste). La altitud oscila entre los 172 metros en el centro del territorio y los 4 metros a orillas del río Tinto. El pueblo se alza a 76 metros sobre el nivel del mar. 
| Noroeste: Alosno              | Norte: Calañas y Beas                       | Nordeste: Beas  |
| Oeste: Gibraleón              |                                             | Este: Beas      |
| Suroeste: San Juan del Puerto | Sur: San Juan del Puerto (exclave) y Moguer | Sureste: Niebla |

## Historia
La frontera sur se instala en el río Tinto, entre las tierras de San Juan del Puerto y Moguer y ello le permitió, al menos entre los siglos XII a XIV, exportar productos agrarios por un embarcadero. El extremo norte aparece señalado por las aguas del Odiel y por los espacios de Alosno y Calañas y, aunque no existe constancia de su navegabilidad, fue otra vía abierta hacia el Atlántico. 
Fue “sede de la vetusta y notable Conistorsis o Cunistorgis” ciudad íbera que perteneció a los cúneos, según intenta demostrar el ilustre triguereño Pérez Quintero en 1794. De todas formas, sobre este tema todo son hipótesis ya que aún no se han encontrado restos que prueben esta idea y las afirmaciones se hacen a base de exclusiones.
De época muy antigua es el Pilar de la Media Legua, y de la época romana fueron hallados en la actual Plaza del Carmen dos aras o puteales con inscripciones (s. VI) que se conservan en el Museo Arqueológico de Sevilla.
Pocos vestigios encontramos en Trigueros de época musulmana, si bien es probable que la base de la antigua Iglesia de San Antonio Abad sea de origen almohade, aprovechándose de ella sus torres y muros para la construcción del actual templo. Con la conquista del Reino de Niebla, en manos a la sazón de Abenmahfot, por parte de Alfonso X el Sabio, pasó Trigueros a pertenecer a los Condes de Niebla y posteriormente también al Ducado de Medina Sidonia. A partir de ahí la villa empieza a cobrar protagonismo constituyéndose progresivamente como pueblo. Así en el siglo XIII se construye la iglesia de San Antonio Abad y posteriormente los Conventos del Carmen y de Santa Catalina y la Ermita de Santa Misericordia, aunque el terremoto de Lisboa en 1755 destrozara casi todos los edificios públicos, tanto religiosos como privados. Algunos no volverían ya a levantarse. Citaremos las Ermitas de San Roque y de San Sebastián, la iglesia de Santa Brígida, la Casa de la Orden de Calatrava, las Casas del Cabildo, etc. No podemos pasar por alto la huella cultural que los jesuitas dejaron en Trigueros donde fundaron un Colegio bajo la advocación de Santa Catalina que aportó entre sus alumnos una serie importante de ilustres personajes: en sus dependencias estuvo instalada la primera imprenta de la provincia. Trigueros fue declarada villa durante el reinado de Carlos II.

## Clima
El clima es parco en precipitaciones. Los 741 mm de precipitación media anual, recogidas entre 1946 a 1970 (Ibersilva, 1996), están por encima de la lluvia de la costa.
La temperatura media es de 17,7 °C. La media mínima más baja se alcanza en enero con 4,6 °C, mientras que la media máxima más alta se da en agosto con 41,8 °C. La oscilación térmica media es de 12,5 °C. Con estos parámetros se perfila un clima suave de tipo mediterráneo oceánico. Atendiendo a los condicionantes del medio físico, se diferencian en el término de Trigueros dos unidades ambientales y paisajísticas, cuya frontera se puede situar en la ribera de Nicoba: en el norte se encuentra el Monte, y en el centro sur, las Tierras de Pan.

## Demografía
Trigueros cuenta con una población de 8110 habitantes (INE 2024).
| Gráfica de evolución demográfica de Trigueros entre 1842 y 2021                                                     |
| |
| Población de derecho según los censos de población del INE Población de hecho según los censos de población del INE |

## Patrimonio y monumentos

### Dolmen de Soto
El dolmen de Soto -3000, 2500 a. C.- se encuentra en la finca "La Lobita" del término municipal de Trigueros y es uno de los monumentos megalíticos más importantes de la península. Está en buen estado de conservación y no fue expoliado, gracias a lo cual se encontraron ocho cuerpos colocados en cuclillas con sus ajuares correspondientes. Descubierto por D. Armando de Soto. Está orientado para que entre el sol hasta en la última piedra en los equinoccios de otoño y primavera.

### Convento del Carmen
Situado en la Plaza del Carmen, antiguamente de Nuestra Señora de Consolación, fue fundado en el primer cuarto del siglo XVI, y aunque reformado por los diversos acontecimientos geológicos y sociales, permanece en pie, pero alterado en su planta original. 
La antigua residencia conventual se dispone en torno a un claustro central, con dos plantas superpuestas y arcos de medio punto en sus flancos sobre pilares con impostas. 
El cuerpo superior del claustro reproduce la estructura arquitectónica del inferior, a excepción de sus arcos que son rebajados y doblados. Aquí se disponía originalmente las celdas, arruinadas por completo en la actualidad. 
Las techumbres de madera de las galerías que delimitan el convento son sencillas y de indudable factura Popular. 
El templo presenta una sola nave, crucero y capilla mayor. La nave, espaciosa, se cubre con techumbre mudéjar con elementos geométricos de fines del quinientos. El tramo central del crucero se compone de cuatro arcos de medio punto que reciben la consabida semiesfera sobre pechinas. La capilla mayor se cubre con bóveda de cañón y lunetos festoneados de pinjantes de la segunda mitad del siglo XVIII. 
En el exterior, la portada se compone de dos pilastras dórico-toscanas, una cornisa sobre canecillos y un frontón curvo partido con moldurón central. 
La espadaña consta de tres vanos de medio punto, separados por pilastras dórico-toscanas; el frontón posee en cada vertiente un remate de barro vidriado y en el vértice superior un pedestal con una cruz de cerrajería. 
La última restauración tuvo lugar en 1998.

### Colegio de Santa Catalina
En 1562, se instala en el pueblo la Compañía de Jesús, que fundó un colegio bajo la advocación de Santa Catalina y aportó entre sus alumnos una serie importante de ilustres personajes: en sus dependencias estuvo instalada la primera imprenta de la provincia y prepararon varias expediciones de evangelización a América. Hay noticias de que entre sus muros existió si no la primera, una de las primeras "escuelas de medicina" de España.

### Iglesia de la Misericordia
Es un hermoso templo de pared encalada que tiene como advocación original a Nuestra Señora de los Remedios, cuya imagen aún recibe culto en el altar mayor. 
Esta Ermita, antiguo instituto de peregrinos sacerdotes y casa de recogida de niños expósitos, es en la actualidad sede oficial de la Hermandad de Jesús y María, donde se rinde culto a sus titulares. 
En su fachada exhibe un paño de azulejería sevillana, en tonos blanco y azules, que representa a la Virgen de la Misericordia.

### Pilar de la media legua
Pilar,(abrevadero), de origen romano, situado a unos dos kilómetros al Este del casco urbano, en el camino de Sevilla, (antigua calzada romana), también vereda de carne.
En su alrededor se situaba un terreno destinado a descanso de ganado, hoy desaparecido en casi su totalidad.

### Puente de la Alcolea

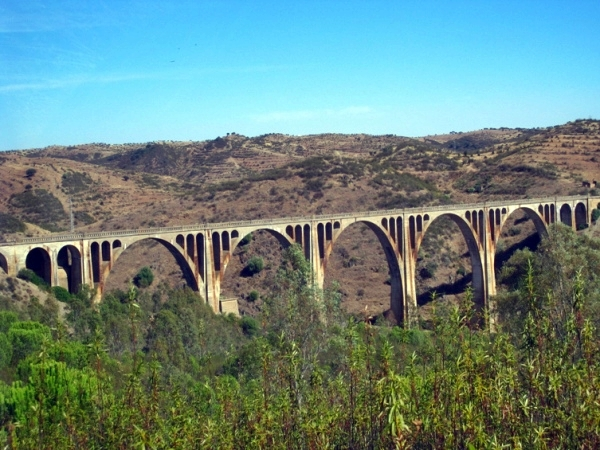
El puente de la Alcolea, en 2008.

Impresionante viaducto ferroviario situado al norte del término municipal sobre el río Odiel. Tiene una altura superior a los setenta metros y una longitud aproximada de trescientos metros. Por dicho puente cruza el río, la línea de ferrocarril de Huelva a Zafra. El puente actual, de hormigón armado, sustituyó hace años al original construido con celosías de acero.

## Economía

### Evolución de la deuda viva municipal
| Gráfica de evolución de Deuda viva del Ayuntamiento de Trigueros entre 2008 y 2021                                |
| |
| Deuda viva del Ayuntamiento de Trigueros en miles de Euros según datos del Ministerio de Hacienda y Ad. Públicas. |

## Cultura

### Fiestas
La celebración más popular y significativa de Trigueros es sin duda, la de su patrón San Antonio Abad, que se celebra el sábado, domingo y lunes de la última semana de enero. Es muy interesante esta fiesta ya que el santo que recorre todas las casas del pueblo. Durante esta larga procesión, tienen lugar las célebres "tiradas". En ellas tiran desde los balcones panes, chacinas, jamones, y otros muchos productos que son recogidos por los asistentes a las fiestas, finalizando la tirada con el lanzamiento de las tradicionales roscas. Aunque el ambiente festivo comienza a respirarse desde el día 16 de enero, fecha en la que se encienden las tradicionales "candelas" y que cuenta con un gran número de adeptos. Una de las más grande se realiza en la puerta de la ermita de San Antonio Abad y son muchas las personas que se desplazan hasta allí para verlo.
Otras fiestas significativas del pueblo son las capeas (desde el último domingo de agosto al primero de septiembre) y la Feria (el último o penúltimo fin de semana de octubre).
| San Antonio Abad | Domingo infraoctavo del mes de enero (Último fin de semana de enero con el lunes y el martes dentro del mismo mes) |                            |                                                                       |
| Fiestas patronales de la localidad. | |                            |                                                                       |
| Día de Romerito | 28 de febrero |                            |                                                                       |
| Es una fiesta campestre en el recinto de la romería. | |                            |                                                                       |
| Semana Santa | Primavera |                            |                                                                       |
| Tradicional fiesta religiosa con procesiones el Domingo de Ramos, Martes, Miércoles, Jueves y Viernes Santo. La apertura de la Semana Santa trigueña tiene lugar el Domingo de Ramos con la Estación de Penitencia del Señor de la Borriquita, titular de la Hermandad de la Entrada Triunfal de Jesús en Jerusalén y Nuestra Señora de la Paz, la cual está erigida canónicamente en la Parroquia de San Antonio Abad aunque realiza su salida procesional desde la Iglesia de la Misericordia. El Martes Santo, desde 2016, la imagen del Santísimo Cristo del Amor en su Prendimiento realiza su salida Procesional por las calles del Barrio del Matadero. Se trata de una imagen de tamaño académico que fue donada por un grupo de personas del Proyecto Social Calle 5, que se encuentra en el dicho barrio, esto se debió a la preparación y salida de un paso procesional con una Cruz de Mayo por parte de los niños del Proyecto Social. La imagen es venerada en una pequeña hornacina de una nave del barrio, la cual se puede contemplar todo el año por los vecinos y vecinas de Trigueros. El Miércoles Santo tiene lugar el Santo Viacrucis del Santísimo Cristo de los Remedios, un crucificado del siglo XV que se encuentra en la Parroquia de San Antonio Abad formando un Calvario con las imágenes de San Juan Evangelista y la Virgen Dolorosa. El Jueves Santo tiene lugar la Estación de Penitencia de la Hdad Sacramental de Jesús y María que radica en la Iglesia de la Misericordia. La corporación posee tres imágenes titulares que son: Nuestro Padre Jesús Atado a la Columna comúnmente denominado como "El Cautivo", Nuestro Padre Jesús del Gran Poder y Nuestra Señora de los Dolores que procesiona bajo palio. El Viernes Santo empieza con la salida penitencial de la Hdad del Santo Entierro cuya sede canónica es la Iglesia del Carmen. Esta corporación también posee tres imágenes titulares las cuáles son: el Santísimo Cristo del Carmelo, Santo Entierro de Cristo y Nuestra Señora de la Soledad. El domingo de Resurrección procesiona la imagen del Santísimo Cristo Resucitado. Esta imagen ya procesionaba antaño, y desde la fundación del Grupo Joven Parroquial del Santísimo Cristo Resucitado en el año 2020, esta imagen de la Iglesia del Carmen vuelve a salir a las calles de Trigueros cada Domingo de Resurrección. Además, es tradicional celebrar el día de "Gira", donde los triguereños y triguereñas se van al campo a tener una jornada de convivencia entre familiares y amigos. | Tradicional fiesta religiosa con procesiones el Domingo de Ramos, Martes, Miércoles, Jueves y Viernes Santo. La apertura de la Semana Santa trigueña tiene lugar el Domingo de Ramos con la Estación de Penitencia del Señor de la Borriquita, titular de la Hermandad de la Entrada Triunfal de Jesús en Jerusalén y Nuestra Señora de la Paz, la cual está erigida canónicamente en la Parroquia de San Antonio Abad aunque realiza su salida procesional desde la Iglesia de la Misericordia. El Martes Santo, desde 2016, la imagen del Santísimo Cristo del Amor en su Prendimiento realiza su salida Procesional por las calles del Barrio del Matadero. Se trata de una imagen de tamaño académico que fue donada por un grupo de personas del Proyecto Social Calle 5, que se encuentra en el dicho barrio, esto se debió a la preparación y salida de un paso procesional con una Cruz de Mayo por parte de los niños del Proyecto Social. La imagen es venerada en una pequeña hornacina de una nave del barrio, la cual se puede contemplar todo el año por los vecinos y vecinas de Trigueros. El Miércoles Santo tiene lugar el Santo Viacrucis del Santísimo Cristo de los Remedios, un crucificado del siglo XV que se encuentra en la Parroquia de San Antonio Abad formando un Calvario con las imágenes de San Juan Evangelista y la Virgen Dolorosa. El Jueves Santo tiene lugar la Estación de Penitencia de la Hdad Sacramental de Jesús y María que radica en la Iglesia de la Misericordia. La corporación posee tres imágenes titulares que son: Nuestro Padre Jesús Atado a la Columna comúnmente denominado como "El Cautivo", Nuestro Padre Jesús del Gran Poder y Nuestra Señora de los Dolores que procesiona bajo palio. El Viernes Santo empieza con la salida penitencial de la Hdad del Santo Entierro cuya sede canónica es la Iglesia del Carmen. Esta corporación también posee tres imágenes titulares las cuáles son: el Santísimo Cristo del Carmelo, Santo Entierro de Cristo y Nuestra Señora de la Soledad. El domingo de Resurrección procesiona la imagen del Santísimo Cristo Resucitado. Esta imagen ya procesionaba antaño, y desde la fundación del Grupo Joven Parroquial del Santísimo Cristo Resucitado en el año 2020, esta imagen de la Iglesia del Carmen vuelve a salir a las calles de Trigueros cada Domingo de Resurrección. Además, es tradicional celebrar el día de "Gira", donde los triguereños y triguereñas se van al campo a tener una jornada de convivencia entre familiares y amigos. | Verbena de San José Obrero | valign="bottom" bgcolor="#FFFFFF" Final de abril o principios de mayo |
| Fiesta patronal de la barriada de Triana y fiesta de primavera de todo el pueblo. | |                            |                                                                       |
| San José | 1 de mayo |                            |                                                                       |
| Romería tradicional en honor al Santo | |                            |                                                                       |
| Virgen del Carmen | 16 de julio |                            |                                                                       |
| Festividad de tradición religiosa y patronal. | |                            |                                                                       |
| Semana de Toros | Entre la última semana de agosto y la primera de septiembre |                            |                                                                       |
| Semana de las capeas con suelta de vaquillas. | |                            |                                                                       |
| Feria | Último fin de semana de octubre |                            |                                                                       |
| Feria de octubre. | |                            |                                                                       |

### Banda de Música de la A.M.C. José del Toro
Esta Banda está compuesta por unos cincuenta jóvenes músicos salidos de la educación primaria, conservatorio y enseñanzas medias y universitarias, de la que han surgido profesionales que en la actualidad imparten clases en los diferentes conservatorios de Andalucía. Toda esta intensa labor musical, realizada en estos pocos años con el trabajo y el esfuerzo del que fuera su director y al que se puede considerar fundador de la actual banda, D. José del Toro Camacho, preparando y montando obras de Turina, Albéniz, Falla entre los compositores españoles y Pergolesi, Shubert, Bizet, Verdi, Ponchielli, Chaikovski, Wagner y un largo etcétera, entre los clásicos extranjeros, han hecho posible interpretar con éxito a lo largo de estos años, difíciles obras musicales, desde las óperas El Barbero de Sevilla (Rossini), Quinta Sinfonía de Beethoven, L'Arlesienne de Bizet, Música para los Reales Fuegos Artificiales de Handel y las apoteósicas Marcha Eslava y Obertura 1812 de Chaikovski, sin menospreciar de nuestro repertorio español, El Amor Brujo de Falla, La Torre del Oro de Giménez, Las Danzas Fantásticas de Turina y un innumerable repertorio de Zarzuelas.
Tras unos años de reestructuración y resurgir de esta Banda, a finales de 2012 y bajo la batuta de D. Francisco Javier del Toro Toscano, obtiene el Primer Premio del Concurso Nacional de Bandas de Música celebrado en Murcia. En 2014 obtiene el Segundo Premio en el Certamen Internacional de Bandas celebrado en Zamora. Dos años después, en 2016, gana con el Primer Premio el Certamen Internacional de Bandas de Música celebrado en Toro (Zamora).

### Coral Polifónica "Gaudeamus"
La Coral Polifónica "Gaudeamus" de Trigueros es una agrupación cultural y artístico que ha recorrido desde su fundación a finales de la década de los sesenta los más variados caminos de la provincia de Huelva, de España y de parte de Europa, dibujando por sus tierras con el colorido de sus voces y de sus cantos el escudo de unos ideales de trabajo disciplinado, de esfuerzo colectivo, de cultivo de la belleza artística.
Fundada en 1969 por su actual D. Ildefonso Moreno Biedma, ha llevado a cabo desde su nacimiento una ingente labor de promoción y difusión de la música coral. Actualmente, la dirección de la coral es llevada por el hijo del fundador, D. Abel Moreno Martín.

### Coro Juvenil Voces Unidas
El Coro Juvenil Voces Unidas de Trigueros, fue el coro filial de la coral polifónica Gaudeamus de Trigueros con más 25 años de vida, fundado por D. Ildefonso Moreno. En este tiempo ha actuado en varias provincias españolas y en importantes eventos culturales como en la misa ante el Papa Juan Pablo II en su visita a Huelva. Este coro tuvo su fin a finales de la década del 2010, debido a la falta de componentes.

### Gastronomía
Entre los platos salados cabe destacar: La Tostá, La caldereta de borrego, El potaje de Cuaresma, etc. Entre los dulces: los hornazos, la tarta de almendras, las perrunillas, los roscos de la Virgen del Carmen, etc.

## Personas destacadas
David de Miranda. Torero. Tomó la alternativa en el año 2016. Desde entonces, tiene una carrera ganada a base de triunfos.

Domingo Prieto García. Exalcalde de Trigueros y exparlamentario en el Congreso de los Diputados. Exconcejal en el Ayuntamiento de Trigueros en el primer Pleno Municipal democrático (1979-1983). Escritor y licenciado en Ciencias Políticas.

José del Toro Camacho. Músico, compositor y refundador de la Banda de Música de Trigueros en el año 1981. El conservatorio de música y la banda de música llevan su nombre.

Ildefonso Moreno Biedma. Músico, compositor, fundador y exdirector de la Coral Polifónica Gaudeamus de Trigueros. Fue profesor y ha escrito varios libros.

Fernando Caro. Artista musical, cantante, productor. En sus inicios, fue corista del cantante Sergio Contreras hasta que decidió emprender su carrera en solitario. Su gran sencillo es "Rebelde".

Pepita Blanco. Emprendedora, ferretera. Fundadora de una ferretería de Trigueros, llegando a ser en la actualidad el negocio más longevo del municipio y uno de los más antiguos de la provincia de Huelva. Su ferretería siempre ha sido destacada por su cercanía, amabilidad y el buen trato al público.

Victoria Caro Regidor. Exalcaldesa de Trigueros. Fue la primera y única alcaldesa de la historia de Trigueros durante los años 2011-2015. Es docente y actualmente miembro de la Asociación Civil Comisión de San Antonio Abad.

Lucía Beltrán Sedano. Cantaora flamenca. Desde muy pequeña, está subida en los escenarios. Su carrera musical está en pleno auge y se ha subido a los mejores escenarios y tablaos de Andalucía. Destaca el primer premio en el Festival del Cante de las Minas de La Unión en 20222.

Javi Guzmán. DJ, productor musical. Desde los 15 años, pincha en los clubs más importantes de toda España. Actualmente, es uno de los DJ más importantes del panorama musical en España. Principalmente se dedica a la música electrónica, y ha participado en los festivales más multitudinarios e importantes de España y Europa.

Argentina. Cantaora flamenca. Una de las figuras más destacadas del flamenco en la actualidad. Ha participado en innumerables festivales y encuentros. Destaca su nominación a los Latin Grammy en el 2015. Artista versátil; desde el flamenco más puro hasta el Son Cubano, la salsa, el fado portugués o la música de orquesta. Es Medalla de la Ciudad de Huelva y Medalla de la Provincia de Huelva.

Manuel Moreno. Conocido popularmente como "Pi". Más de 30 años siendo capataz de San Antonio Abad, labor muy admirada y reconocida por el pueblo de Trigueros.

Sergio Garrido. Periodista. Colaborador en programas de televisión cofrade. Escritor, investigador y divulgador sobre el patrimonio y la riqueza de Trigueros, entre otras muchas temáticas.

Job Flores. Licenciado en Bellas Artes. Máster en Patrimonio Histórico y Cultural. Encargado de Patrimonio en el Ayuntamiento de Trigueros. Pintor, investigador, divulgador y escritor. Ha realizado diversos estudios sobre la arqueología local y el patrimonio, así como varias investigaciones históricas de Trigueros.

Juan Manuel Seisdedos. Artista, dinamizador cultural. Regenta el centro de arte Harina de Otro Costal. Sus obras han llegado hasta el Fondo del Centro de Arte Reina Sofía de Madrid y en el Fondo del CAAC (Centro Andaluz de Arte Contemporáneo) de Sevilla. En su pintura hay obras realistas, de abstracción, hasta alcanzar un estilo expresivo propio.

Celestino Cuadri Vides. Ganadero. Fundador de una ganadería de toros bravos con un encaste propio y único desde el año 1956; la ganadería Celestino Cuadri. Sus reses han toreado en las más importantes y monumentales plazas de toros de España y del mundo. Los toros de este hierro suelen tener una morfología característica, tienden a ser panzudos, con manos cortas, gran papada y cornamente acapachada. El pelaje predominante es de color negro zaino, aunque algunos ejemplares son mulatos o castaños.

Juan Vides Álamo. Agricultor, personaje ilustre de Trigueros. Fue una de las personas más influyentes e importantes de la época en la provincia de Huelva. Criador de caballos, fabricante de aceites, vinos y conservas vegetales. De una familia noble, dejó uno de los mayores legados en Trigueros; la actual Casa Museo Juan Vides, que aguarda siglos de historia de Trigueros y su provincia. Una casa señorial conservada en perfecto estado, donde destacan los inmuebles, la cerámica e importantes aposentos. Su figura fue clave para el descubrimiento del Dolmen de Soto.

Antonio Cuadri. Guionista y director de cine y televisión. Ha dirigido y producido numerosos programas de televisión nacional, además de innumerables obras de cine. La más destacada es El Corazón de la Tierra. Entre sus reconocimientos se encuentran cuatro Premios Ondas, Premio de la Academia de las Ciencias y las Artes de Televisión de España y numerosas condecoraciones en festivales de cine. Nieto de Juan Vides Álamo.

Armando de Soto. Descubridor del Dolmen de Soto de Trigueros. Propietario de la finca La Lobita donde se encontraba el dolmen. Gracias a la ayuda de Juan Vides, Armando de Soto excavó y descubrió en 1922 el megalito más importante de la Península Ibérica. Fue, también, el encargado de difundirlo y ponerlo en valor durante los primeros años del descubrimiento.